# 岑伯著
岑伯著（？—1916年）广东顺德人，广东丝业巨商，廣州商團第一任團長。

## 生平
岑伯著是清末民初广州知名丝业巨商，开有桂塘新街美经和丝庄。
1911年冬，在筹设粤商维持公安会时，岑伯著、陈廉伯等认为，商人为在政治变化中保护权益，应当有自卫的实力，但不应当卷入政争之中。
1912年1月，廣州商團已成軍並會操，絲業商人岑伯著当選廣州商團第一任團長。
1916年4月12日，广州商团的岑伯著、李戒欺、陈子贞等人参加了护国军同龙济光部举行的海珠会议，会议中，济军军官突然开枪，岑伯著在一片混乱中中弹受伤，不久死去。此次事件史称“海珠事变”。
广州商团首任团长岑伯著逝世后，团长由从事成药业的黄鹭塘接任。后来，1919年3月，陈廉伯当选广州商团团长。